# Woldstedtius melanocnemis
Woldstedtius melanocnemis är en stekelart som först beskrevs av Bauer 1981.  Woldstedtius melanocnemis ingår i släktet Woldstedtius och familjen brokparasitsteklar. Inga underarter finns listade i Catalogue of Life.